# Тіміровська сільська рада
Тімі́ровська сільська рада (башк. Тимер ауыл советы, рос. Тимировский сельский совет) — муніципальне утворення у складі Бурзянського району Башкортостану, Росія. Адміністративний центр та єдиний населений пункт — присілок Тімірово.

## Історія
До 17 грудня 2004 року називалась Тімеровська.

## Населення
Населення — 451 особа (2019, 462 в 2010, 469 в 2002).